# 徐麟 (1963年)
徐麟（1963年6月—），男，汉族，上海南汇人，中华人民共和国政治人物。1982年9月加入中国共产党。上海师范大学毕业，在职研究生，工商管理硕士。曾任中共中央宣传部副部长、中央网络安全和信息化委员会办公室主任、国家互联网信息办公室主任、国务院新闻办公室主任、国家广播电视总局局长，现任中共贵州省委书记、省人大常委会主任。中共第十九届、第二十届中央委员。第十二届、十四届全国人大代表。

## 教育经历
1982年10月毕业于上海师范学院政教系共青团工作专业并取得大专学历。2001年毕业于中国人民解放军南京政治学院上海分院经济管理专业并取得大学本科学历。2006年在中欧国际工商学院高层管理人员工商管理专业专业进修，并取得研究生学历、工商管理硕士学位。

## 从政经历
1982年后，历任上海市南汇县周浦中学教师、团委书记。1984年后，历任共青团南汇县委副书记、书记，三墩乡党委书记。1990年，任中共上海市南汇县委常委、政策研究室主任。1992年，任南汇县副县长。1995年，任中共上海嘉定区委副书记，同年任西藏自治区日喀则地委副书记、上海市第一批援藏干部联络组组长。1997年，任上海市农工商（集团）总公司党委副书记、副董事长、总经理。2000年，任上海市农工商集团党委书记、董事长。2003年3月，任中共上海市民政局党委书记、局长。2007年2月，任上海市农业委员会主任。2007年5月，当选中共上海市委常委。时任上海市委书记习近平在介绍徐麟时说，“他是领导班子里面最年轻的一位，他也曾经在西藏工作。”2008年2月，任中共浦东新区委员会书记。2013年1月，当选第十二届全国人大代表。2013年5月，任中共上海市委宣传部部长。
2015年6月，任中央网络安全和信息化领导小组办公室副主任。2016年6月，任中共中央宣传部副部长、中央网络安全和信息化领导小组办公室主任。2016年6月29日，任国家互联网信息办公室主任、国务院新闻办公室副主任（兼）。
2018年7月31日，不再担任中央网络安全和信息化委员会办公室主任职务。
2018年8月7日，出任国务院新闻办公室主任，不再担任国家互联网信息办公室主任职务。
2022年5月27日，任国家广播电视总局局长、党组书记，同时免去其国务院新闻办公室主任职务。
2022年12月9日，调任贵州，任中共贵州省委书记。2023年1月17日，当选为贵州省人大常委会主任。2022年12月25日，被国务院免去国家广播电视总局局长职务，但直至2023年2月3日，中国政府网才公布这一消息。